# Poletyło Hrabia
Poletyło Hrabia – polski herb szlachecki, hrabiowska odmiana herbu Trzywdar.

## Opis herbu
Opis z wykorzystaniem klasycznych zasad blazonowania:
W polu czerwonym krzyż potrójny srebrny, złączony w środku, dolny bez prawego ramienia; między krzyżami po gwieździe złotej. Nad tarczą korona hrabiowska, dziewięciopałkowa, a nad nią hełm w koronie, w której klejnot: trzy pióra strusie kolejno srebrne, czerwone i złote. Labry czerwone z prawej podbite srebrem, z lewej złotem.

## Najwcześniejsze wzmianki
Nadany w Galicji 21 sierpnia 1800 z predykatem hoch- und wohlgeboren (wysoko urodzony i wielmożny) Wojciechowi Poletyło. Podstawą nadania tytułu była pełniona funkcja kasztelana chełmskiego oraz posiadanie Orderu Orła Białego.
Brat Wojciecha, Maciej, zyskał zgodę na zaliczenie w poczet baronów. Propozycję jednak odrzucił, domagając się tytułu hrabiego. Zgody na otrzymanie tytułu hrabiowskiego Maciej Poletyło nie uzyskał. Ostatecznie tytuł arystokratyczny otrzymał tylko jeden z braci.

## Herbowni
Jedna rodzina herbownych (herb własny):
graf von Poletyło (Poletyło).